# Ипполитова, Вера Сергеевна
Вера Сергеевна Ипполитова (в замужестве Потапова; род. 1921) — участница Великой Отечественной войны в должности заместителя командира отделения 3-й стрелковой роты 3-го отдельного стрелкового батальона 71-й отдельной морской стрелковой бригады, затем санинструктора 188-го гвардейского стрелкового полка 63-й гвардейской Красносельской стрелковой дивизии, гвардии сержант. Одна из немногих, награждённых медалью «За отвагу» пять раз.

## Биография
Родилась в 1921 году. Учась в институте, изучала санитарное дело. Призвана Петроградским РВК г. Ленинграда в июле 1941 года. На фронте с декабря 1941 года. Член ВКП(б)/КПСС с 1942 года.
Приказом № 12-н от 8 марта 1943 года зам.ком.отделения 3-й стр.роты 3-го стр.батальона 71-й отд. морск. бригады, сержант Ипполитова награждена медалью «За отвагу» за вынос с поля боя 20 раненых бойцов и уничтожение двух солдат противника.
Приказом № 031-н от 22 марта 1944 года по 63 гв. сд Ленинградского фронта награждена медалью «За отвагу» за оказание мед.помощи 113 раненым бойцам и вынос с поля боя 68 солдат и офицеров РККА.
Приказом № 035-н от 14 июня 1944 года по 188 гв. сп 63 гв. сд Ленинградского фронта санинструктор санроты гвардии сержант Ипполитова награждена медалью «За отвагу» за вынос 50 раненных бойцов в период боев с 10 по 13 июня 1944 года.
Приказом № 042-н от 6 июля 1944 года по 188 гв. сп 63 гв. сд награждена медалью «За отвагу» за личное мужество при работе на ППМ и оказание помощи раненным бойцам.
Приказом № 11-н от 3 марта 1945 года по 188 гв. сп 63 гв. сд 2-го Прибалтийского фронта гвардии сержант Ипполитова за вынос с поля боя 50 советских раненных бойцов. Её сослуживцем в 188-м гв. стр. полку 63-1 гв. стр. дивизии является Зольников Степан Михайлович, также награждённый 5-ю медалями «За отвагу».
Проживала в городе Ирбит Свердловской области.